# Slobodan Samardžić
Pour les articles homonymes, voir Samardžić.
Slobodan Samardžić (en serbe cyrillique : Слободан Самарџић ; né le 10 mars 1953 à Belgrade) est un homme politique serbe. Il est vice-président du Parti démocratique de Serbie (DSS) et président du groupe parlementaire du DSS à l'Assemblée nationale de la république de Serbie.

## Biographie
Slobodan Samardžić naît à Belgrade le 10 mars 1953 de parents d'origine monténégrine. En 1976, il obtient une licence à la Faculté des sciences politiques de l'Université de Belgrade, un master en 1983 puis un doctorat en 1986 ; il y donne aujourd'hui des cours sur les relations européennes et l'Union européenne. De 1982 à 1984, il est rédacteur en chef des programmes scientifiques et politiques de Radio Belgrade. Il est également directeur du Centre d'études libérales-démocrates (en serbe : Centar za liberalno-demokratske studije).
De 2000 à 2003, Slobodan Samardžić est conseiller politique du président de la république fédérale de Yougoslavie (SRJ) Vojislav Koštunica puis il est à nouveau le conseil de Koštunica lorsqu'il est élu président du Gouvernement de la Serbie en mars 2004. Il dirige la Commission de décentralisation du gouvernement et participe aux négociations sur le statut du Kosovo et de la Métochie.
Du 15 mai 2007 au 7 juillet 2008, il est ministre chargé du Kosovo et Métochie dans le second gouvernement Koštunica.
Membre du Parti démocratique de Serbie (DSS), il figure sur la liste du parti, allié à Nouvelle Serbie (NS) pour les élections législatives anticipées du 11 mai 2008 ; la liste obtient 480 987 voix, soit 11,61 % des suffrages, et envoie 30 représentants à l'Assemblée nationale de la république de Serbie ; Slobodan Samardžić est élu député.
Aux élections législatives du 6 mai 2012, il figure à nouveau sur la liste du DSS, qui se présente seul devant les électeurs ; la liste obtient 6,99 % des suffrages et 21 députés ; Slobodan Samardžić est réélu et devient président du groupe parlementaire du DSS à l'Assemblée.
En plus de cette fonction, il participe aux travaux de la Commission de l'intégration européenne et de la Commission du Kosovo-Métochie ; en tant que suppléant, il participe aussi à ceux de la Commission du contrôle des services de sécurité.

## Réflexion et travaux universitaires
Sur le plan de la réflexion, Slobodan Samardžić s'intéresse au fédéralisme contemporain, à la théorie et à la pratique du constitutionnalisme, aux idées et aux institutions politiques ainsi qu'au système politique de l'Union européenne.
Parmi ses ouvrages les plus importants figurent Demokratija saveta (La Démocratie des conseils), publié en 1987 et Evropska unija kao model nadnacionalne zajednice (L'Union européenne en tant que modèle de communauté supranationale), publié en 1998.

## Vie privée
Slobodan Samardžić est marié et père de trois enfants. Il parle anglais et allemand.